# Bajszos ökörszem
A bajszos ökörszem (Campylorhynchus gularis) a madarak osztályának verébalakúak (Passeriformes) rendjébe és az ökörszemfélék (Troglodytidae) családjába tartozó faj.

## Rendszerezése
A fajt Philip Lutley Sclater angol ügyvéd és zoológus írta le 1861-ben.

## Előfordulása
Mexikó területén honos. Természetes élőhelyei a szubtrópusi vagy trópusi száraz erdők és cserjések, sziklás környezetben. Állandó, nem vonuló faj.

## Megjelenése
Testhossza 17 centiméter.

## Természetvédelmi helyzete
Az elterjedési területe nagyon nagy, egyedszáma ugyan csökken, de még nem éri el a kritikus szintet. A Természetvédelmi Világszövetség Vörös listáján nem fenyegetett fajként szerepel.